# Ciclizina
A ciclizina, vendida sob diferentes denominações comerciais, é um medicamento utilizado para tratamento e prevenção de náuseas, vómitos e tonturas devido a enjoos de movimento ou de vertigem. Pode também ser utilizado para náuseas após o uso de anestesia geral ou decorrentes do uso de opiáceos. É administrado por via oral, rectal ou intravenosa.
Os efeitos colaterais mais comuns incluem sonolência, ressecamento bucal, obstipação e problemas de visão. Os efeitos colaterais mais graves incluem baixa pressão arterial e retenção urinária. Normalmente é desaconselhada em crianças ou pessoas com glaucoma. O uso de ciclizina parece ser seguro durante a gravidez, embora isso não tenha sido estudado em pormenor. Pertence à família de medicamentos dos anticolinérgicos e anti-histamínicos.
A ciclizina foi descoberta em 1947. Consta na Lista de Medicamentos Essenciais da Organização Mundial de Saúde, considerados os mais eficazes e seguros para responder às necessidades de um sistema de saúde. Nos Estados Unidos, este medicamento está isento de prescrição. No Reino Unido 100 comprimidos custam cerca de 11.26 libras. É ocasionalmente utilizado para induzir "euforia".